# 克鲁尔斯陨击坑
克鲁尔斯陨击坑(Cruls)是火星埃里达尼亚区的一座撞击坑，中心坐标位于南纬42.91度、西经163.03度处，直径约87.89公里，其名称取自巴西天文学家路易斯·克鲁尔斯（1848年-1908年），1973年，被国际天文联合会批准接受。从图像中可明显看出以前冰川活动的证据。

## 冰川特征
冰川被宽泛地定义为当前或最近流动的积冰，认为存在于现代火星表面大片特定的区域，并推断过去某些时候曾分布得更广。

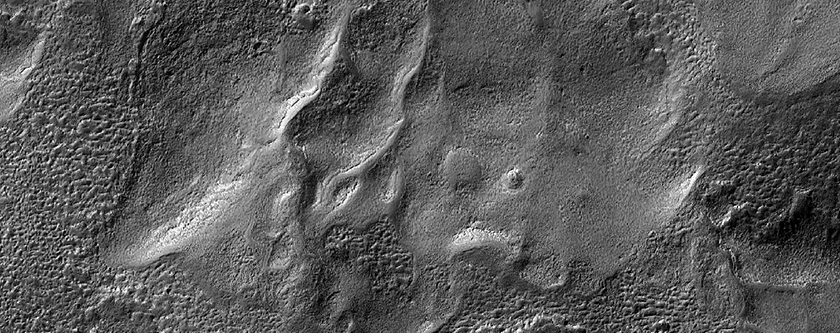
火星勘测轨道飞行器高分辨率成像科学设备拍摄的克鲁尔斯陨击坑内冰川流特征的特写照片。
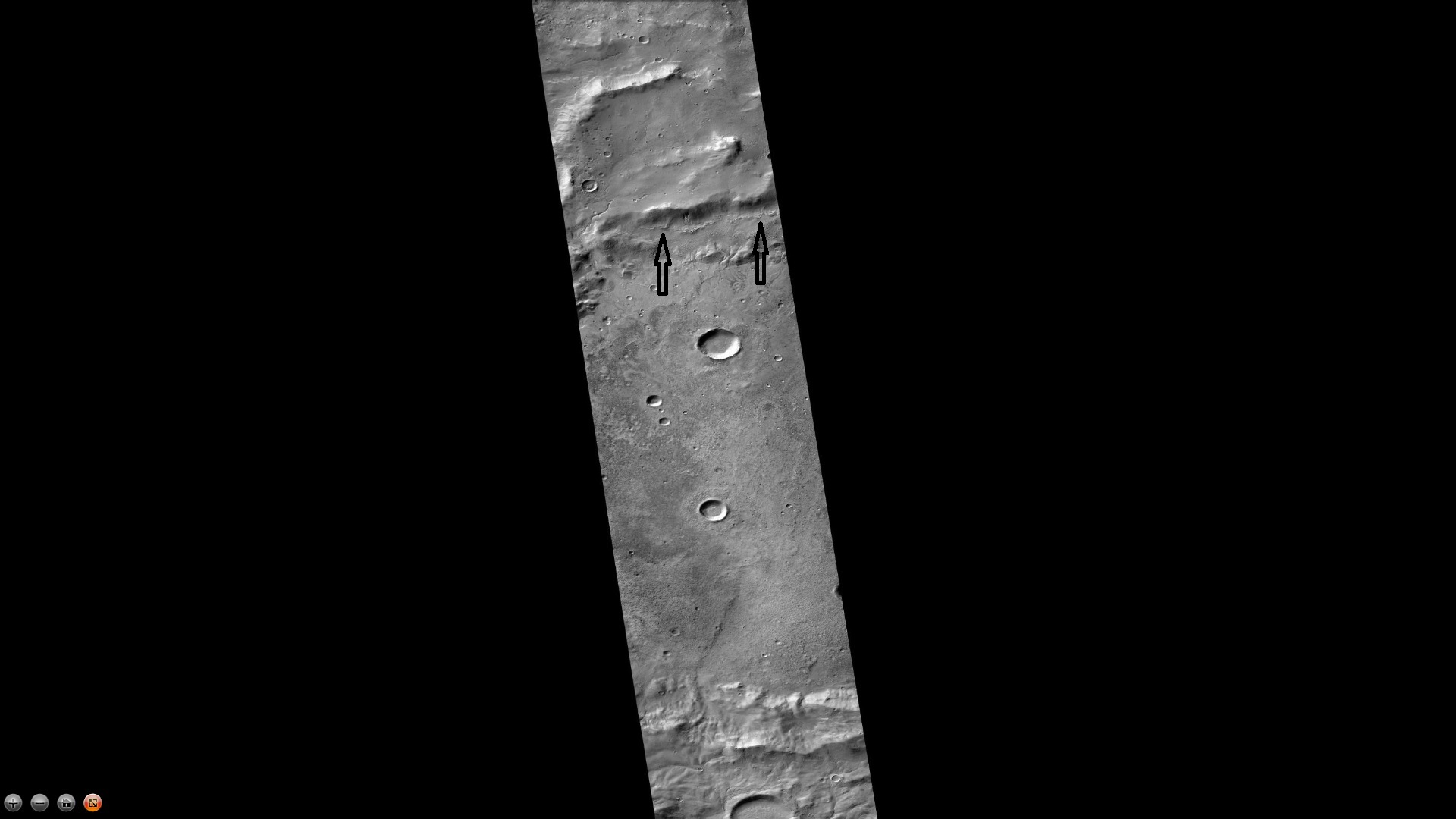
火星勘测轨道飞行器背景相机拍摄的克鲁尔斯陨击坑，箭头指示了古老的冰川。
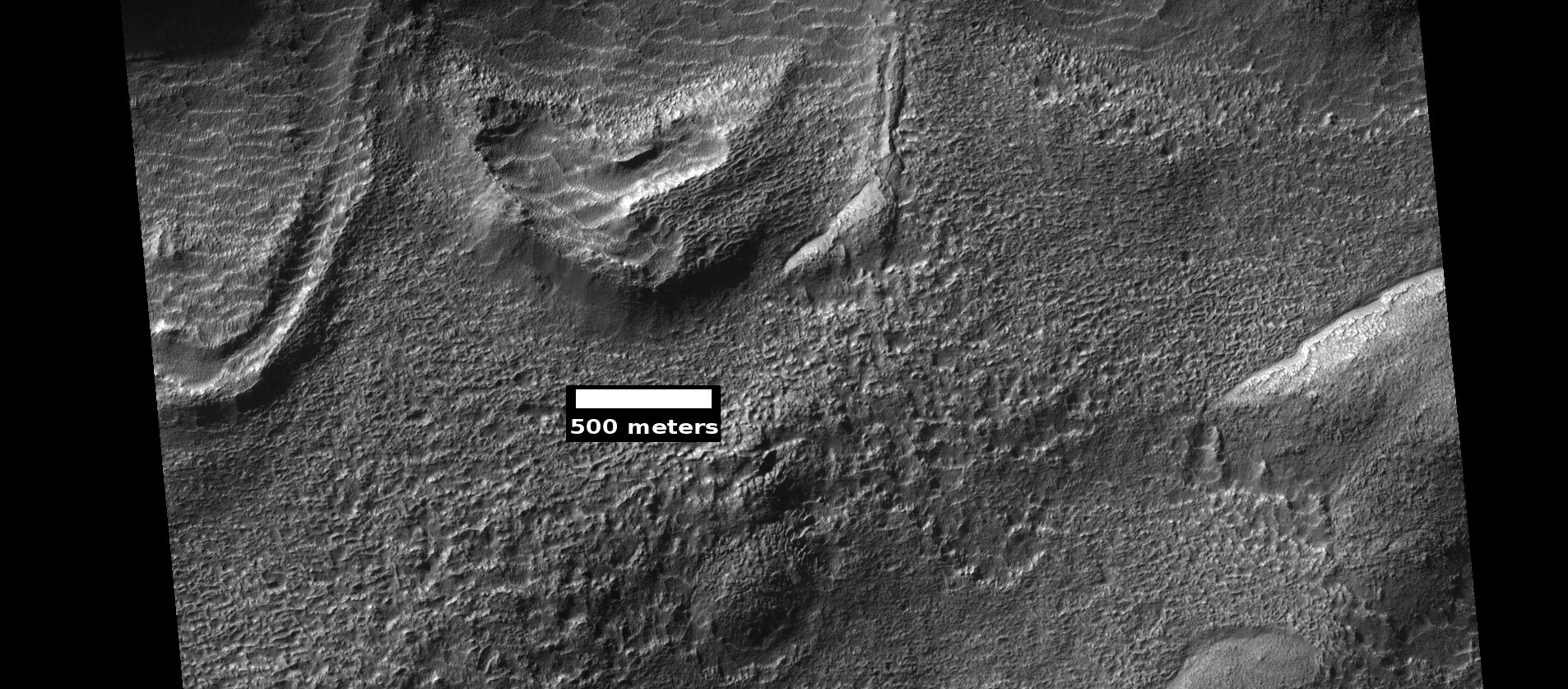
高分辨率成像科学设备显示的克鲁尔斯陨击坑内的古冰川。
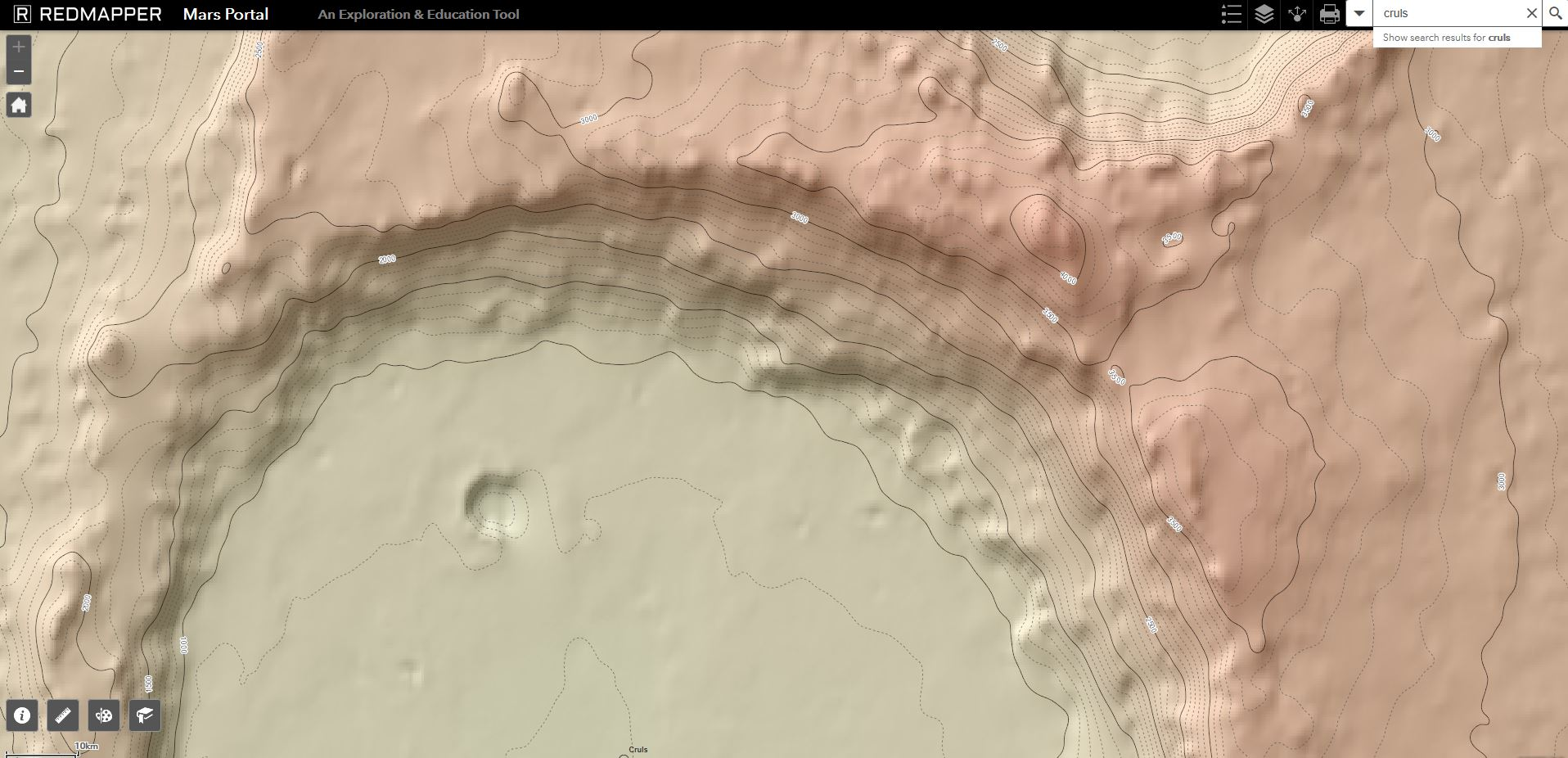
使用火星全球探勘者号上火星轨道器激光高度计数据绘制的地形图，显示了克鲁尔斯陨石坑北侧坑壁的 RedMapper 网站截图。
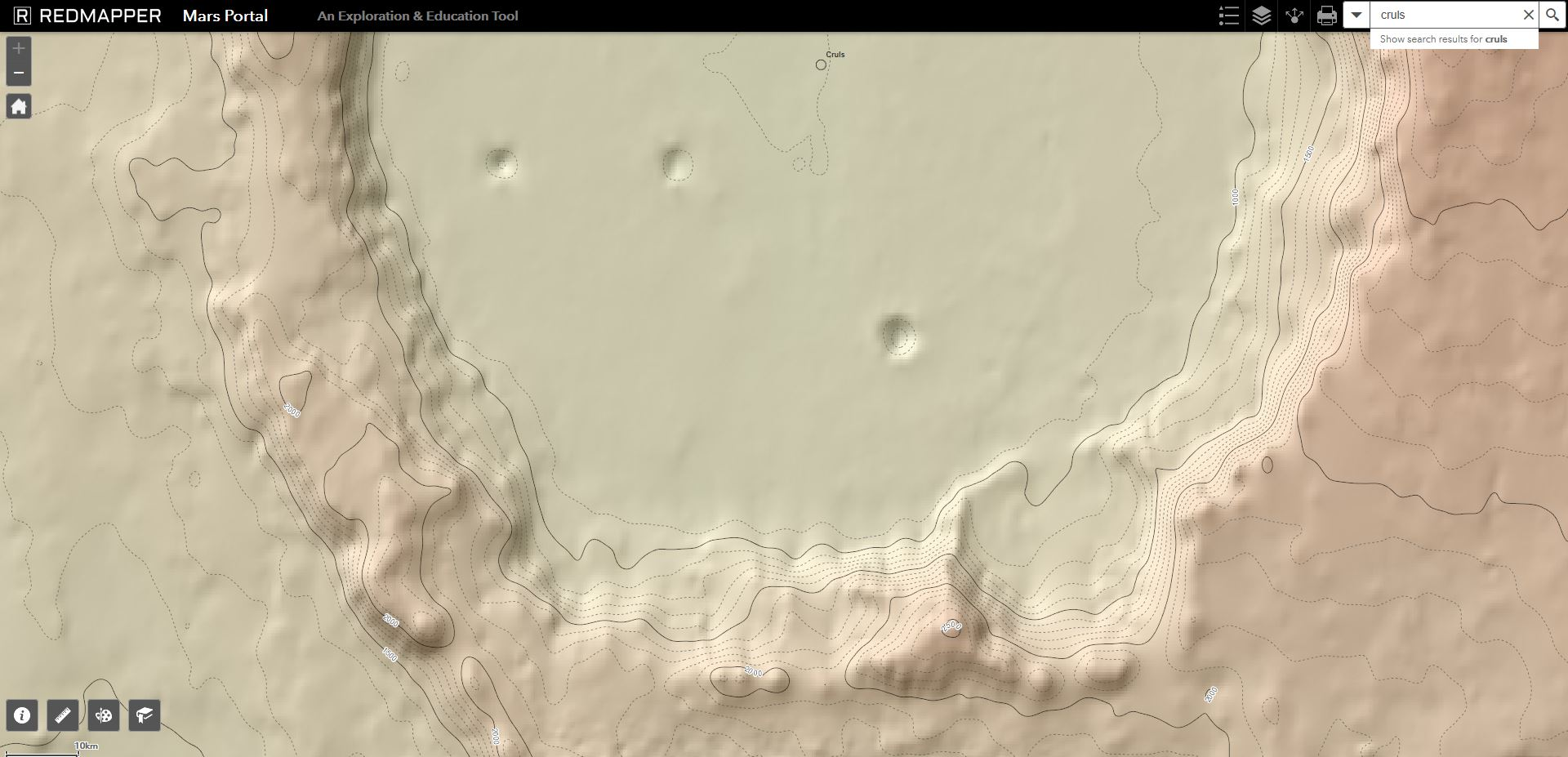
使用火星全球探勘者号上火星轨道器激光高度计数据绘制的地形图，显示了克鲁尔斯陨石坑南侧坑壁的 RedMapper 网站截图。

## 另请查看
- 火星撞击坑